# Mosquée Al-Omari, Dura
La mosquée Omari (en arabe : جامع العمري في دورا) est située au centre de Dura (Hébron), une ville du Gouvernorat de Hébron en Cisjordanie. Elle est considérée comme l'un des sites archéologiques et historiques les plus importants de la ville et l'une des plus anciennes mosquées de Dura (Hébron),.

## Nom
Il existe plusieurs mosquées anciennes portant ce nom construites en Palestine et dans le monde musulman. Ces mosquées remontent aux périodes omeyyade, ayyoubide et ottomane, et nombre d'entre elles existent encore aujourd'hui.

## Histoire

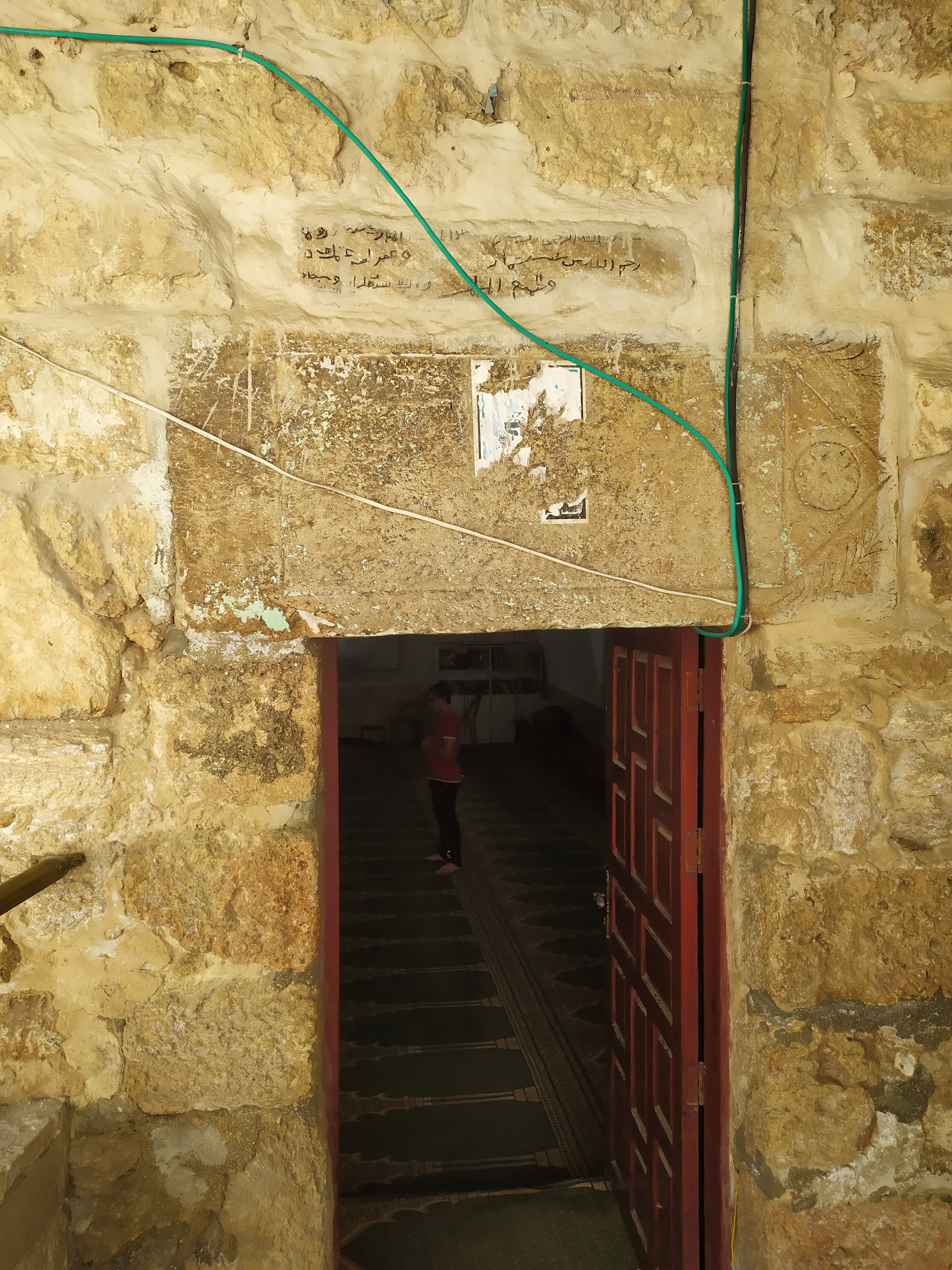
Mosquée Al-Omari, Dura.

La mosquée Omari de Dura a été construite pendant la période ottomane. Construite en pierre ancienne traditionnelle, elle comprend une cour et des annexes propres à chaque mosquée. La structure a été érigée sur les ruines d'anciens bâtiments.